# Луїс Мігель Раміс
Луїс Мігель Раміс (ісп. Luis Miguel Ramis, нар. 25 липня 1970, Таррагона) — іспанський футболіст, що грав на позиції півзахисника. По завершенні ігрової кар'єри — тренер. З 2024 року очолює тренерський штаб команди «Бургос». Виступав, зокрема, за клуби «Реал Мадрид» та «Депортіво». Чемпіон Іспанії, володар Кубка Іспанії та Суперкубка Іспанії з футболу.

## Ігрова кар'єра
У 1991 році Луїс Мігель Раміс розпочав виступи за молодіжну команду мадридського «Реалу» «Реал Мадрид Кастілья», в якій грав до 1993 року. Одночасно футболіст у 1992 році розпочав грати за основну команду мадридського клубу, у складі якої став Кубка Іспанії та Суперкубка Іспанії.
У 1994 року футболіст перейшов до клубу«Тенерифе», у складі якого грав до 1996 року. З 1996 до 1997 року Раміс грав у складі клубу «Севілья».
У 1997 році Луїс Мігель Раміс перейшов до клубу «Депортіво». У складі лакорунської команди футболіст у сезоні 1999—2000 років став чемпіоном Іспанії. У першій половині 2001 року Раміс грав у складі команди «Расінг», а в другій половині року перейшов до клубу «Хімнастік», у якій грав до 2002 року. Завершив ігрову кар'єру футболіст у команді «Расінг», за яку виступав протягом 2002—2003 років.

## Кар'єра тренера
Луїс Мігель Раміс розпочав тренерську кар'єру невдовзі по завершенні кар'єри гравця, увійшовши в 2006 році до тренерського штабу молодіжної команди клубу «Реал Мадрид», де пропрацював з 2006 по 2016 рік, а в 2016—2017 роках очолював молодіжну команду мадридського клубу «Реал Мадрид Кастілья». У 2017 році тренер очолював клуб «Альмерія». У 2018 році Раміс став головним тренером команди «Альбасете», тренував клуб з Альбасете до 2020 року. Згодом протягом 2020—2023 років колишній футболіст очолював тренерський штаб свого колишнього клубу «Тенерифе». У 2023—2024 роках Раміс працював головним тренером клубу «Еспаньйол». З 2024 року Луїс Мігель Раміс очолює тренерський штаб команди «Бургос».

## Титули і досягнення
- Чемпіон Іспанії (1):

«Депортіво»: 1999–2000
- Володар Кубка Іспанії (1):

«Реал Мадрид»: 1992–1993
- Володар Суперкубка Іспанії з футболу (1):

«Реал Мадрид»: 1993